# 最優秀新人選手賞 (MLB)
最優秀新人選手賞 (さいゆうしゅうしんじんせんしゅしょう、ルーキー・オブ・ザ・イヤー、Rookie of the Year Award) はメジャーリーグベースボール（以下、MLB）において、その年のシーズンで最も活躍した新人選手に贈られる賞。日本の報道では便宜上、日本プロ野球での呼称に合わせて「新人王」と呼ぶこともある。

## 概要
最優秀新人選手賞は各年のシーズン終了後、全米野球記者協会 (BBWAA) の投票により、アメリカンリーグ・ナショナルリーグからそれぞれ1人が選ばれる。1947年に制定され、1948年まではMLB全体で1人のみ選出、1949年以降は各リーグごとに1人選出となった。最初の受賞者はジャッキー・ロビンソン。これを記念して1987年に「ジャッキー・ロビンソン賞」という別名がつけられた。
フレッド・リン（1975年）とイチロー（2001年）の2人が、最優秀選手賞 (MVP)との同時受賞を果たしている。また、フェルナンド・バレンズエラ（1981年）はサイ・ヤング賞との同時受賞を果たした唯一の選手となっている。
日本人選手では、野茂英雄（1995年）、佐々木主浩（2000年）、イチロー（2001年）、大谷翔平（2018年）が受賞している。

## 受賞資格
前年までのMLB通算実績が、以下の両条件を満たす選手のみ受賞資格を持つ。必ずしもMLBデビュー1年目のみに限定はされていない。
1. 野手/指名打者なら打数130未満、投手なら投球回50イニング未満
2. アクティブ・ロースター登録期間が45日未満
  - 負傷者リストなどの出場停止リスト登録中期間は除く。
  - ロースター枠が拡大されるセプテンバー・コールアップ期間（例年9月1日以降）での登録日数も除く。

### 資格に関する論争
上記の通り、受賞資格の有無はMLBでの経歴だけで決定されるが、一部から「レベルの高い他国リーグ（特に日本プロ野球）で実績を残してMLBに移籍したスター選手については、受賞対象とすべきでない」との主張がある。
このような考え方が広まったのは、1995年に野茂英雄が受賞、2000年と2001年には佐々木主浩とイチローが2年連続で受賞したことで活発に議論されるようになった。松井秀喜のMLBデビュー年（2003年）には、複数の記者が松井への投票反対運動を行なって影響を及ぼし、論争を呼んだ。
2012年には「今季から施行される新労使協定上、日本（NPB）・韓国（KBO）・台湾（CPBL）・キューバ（SNB）の各国トップリーグからMLBに移籍する23歳以上の選手（当時のダルビッシュ有らが該当）は契約上、新人選手としない」との報道がされ、これにBBWAAが「受賞資格自体は失わない」と声明を発表する騒動が起こった。
2014年にも、田中将大およびキューバ国内リーグで実績を残しているホセ・アブレイユの受賞資格を巡ってFOX SPORTSが検証記事を発表したほか、FOX専属解説者のゲーブ・キャプラー（元巨人）が「日本とキューバのリーグのレベルが高いのは明らかで、受賞資格の調節が必要」と述べた。
しかし、こうした意見は日米ともにどちらかと言えば少数派であり、MLB機構では条件見直しの動きはない。また、この賞の別名となっているジャッキー・ロビンソンの他、ドン・ニューカムとサム・ジェスローもニグロ・リーグでのプレー実績があるものの新人扱いとされた前例も、現状維持派の根拠となっている。

## 受賞者一覧
凡例
- 表中の守備の項は選手の守備位置を表し、以下の略記で示す。

P:投手　C:捕手　1B:一塁手　2B:二塁手　SS:遊撃手　3B:三塁手　OF:外野手　DH:指名打者
- 名前の太字は満票で選出、成績の太字はリーグ１位

|  | = アメリカ野球殿堂 |  | = オールスター |

| 年度 | ナショナルリーグ               | ナショナルリーグ | ナショナルリーグ               | ナショナルリーグ    | アメリカンリーグ               | アメリカンリーグ | アメリカンリーグ                           | アメリカンリーグ                  |
| 年度 | 受賞選手                       | 守備             | 所属チーム                     | 成績                | 受賞選手                       | 守備             | 所属チーム                                 | 成績                              |
| ---- | ------------------------------ | ---------------- | ------------------------------ | ------------------- | ------------------------------ | ---------------- | ------------------------------------------ | --------------------------------- |
| 1947 | ジャッキー・ロビンソン         | 1B               | ブルックリン・ドジャース       | .297 12本 48点 29盗 | -                              | -                | -                                          | -                                 |
| 1948 | アルヴィン・ダーク             | SS               | ボストン・ブレーブス           | .322 3本 48点 4盗   | -                              | -                | -                                          | -                                 |
| 1949 | ドン・ニューカム               | P                | ブルックリン・ドジャース       | 17勝8敗1S 防3.17    | ロイ・シーバース               | OF               | セントルイス・ブラウンス                   | .306 16本 91点 1盗                |
| 1950 | サム・ジェスロー               | OF               | ボストン・ブレーブス           | .273 18本 58点 35盗 | ウォルト・ドローポ             | 1B               | ボストン・レッドソックス                   | .322 34本 144点                   |
| 1951 | ウィリー・メイズ               | OF               | ニューヨーク・ジャイアンツ     | .274 20本 68点 7盗  | ギル・マクドゥガルド           | 3B               | ニューヨーク・ヤンキース                   | .306 14本 63点 14盗               |
| 1952 | ジョー・ブラック               | P                | ブルックリン・ドジャース       | 15勝4敗15S 防2.15   | ハリー・バード                 | P                | フィラデルフィア・アスレチックス           | 15勝15敗2S 防3.31                 |
| 1953 | ジム・ギリアム                 | 2B               | ブルックリン・ドジャース       | .278 6本 63点 21盗  | ハービー・キーン               | SS               | デトロイト・タイガース                     | .308 2本 48点 6盗                 |
| 1954 | ウォーリー・ムーン             | OF               | セントルイス・カージナルス     | .304 12本 76点 18盗 | ボブ・グリム                   | P                | ニューヨーク・ヤンキース                   | 20勝6敗1S 防3.26                  |
| 1955 | ビル・バードン                 | OF               | セントルイス・カージナルス     | .281 17本 68点 2盗  | ハーブ・スコア                 | P                | クリーブランド・インディアンス             | 16勝10敗 防2.85                   |
| 1956 | フランク・ロビンソン           | OF               | シンシナティ・レッズ           | .290 38本 83点 8盗  | ルイス・アパリシオ             | SS               | シカゴ・ホワイトソックス                   | .266 3本 56点 21盗                |
| 1957 | ジャック・サンフォード         | P                | フィラデルフィア・フィリーズ   | 19勝8敗 防3.08      | トニー・クーベック             | SS               | ニューヨーク・ヤンキース                   | .297 3本 39点 6盗                 |
| 1958 | オーランド・セペダ             | 1B               | サンフランシスコ・ジャイアンツ | .275 3本 33点 7盗   | アルビー・ピアーソン           | OF               | ワシントン・セネタース                     | .312 25本 96点 15盗               |
| 1959 | ウィリー・マッコビー           | 1B               | サンフランシスコ・ジャイアンツ | .261 30本 85点 13盗 | ボブ・アリソン                 | OF               | ワシントン・セネタース                     | .354 13本 38点 2盗                |
| 1960 | フランク・ハワード             | OF               | ロサンゼルス・ドジャース       | .268 23本 77点      | ロン・ハンセン                 | SS               | ボルチモア・オリオールズ                   | .255 22本 86点 3盗                |
| 1961 | ビリー・ウィリアムズ           | OF               | シカゴ・カブス                 | .278 25本 86点 6盗  | ドン・シュウォール             | P                | ボストン・レッドソックス                   | 15勝7敗 防3.22                    |
| 1962 | ケン・ハブス                   | 2B               | シカゴ・カブス                 | .260 5本 49点 3盗   | トム・トレッシュ               | SS               | ニューヨーク・ヤンキース                   | .286 20本 93点 4盗                |
| 1963 | ピート・ローズ                 | 2B               | シンシナティ・レッズ           | .273 6本 41点 13盗  | ゲイリー・ピーターズ           | P                | シカゴ・ホワイトソックス                   | 19勝8敗1S 防2.33                  |
| 1964 | ディック・アレン               | 3B               | フィラデルフィア・フィリーズ   | .318 29本 91点 3盗  | トニー・オリバ                 | OF               | ミネソタ・ツインズ                         | .323 32本 94点 12盗               |
| 1965 | ジム・ラフィーバー             | 2B               | ロサンゼルス・ドジャース       | .250 12本 69点 3盗  | カート・ブレファリー           | OF               | ボルチモア・オリオールズ                   | .260 22本 70点 4盗                |
| 1966 | トミー・ヘルムズ               | 2B               | シンシナティ・レッズ           | .284 9本 49点 3盗   | トミー・エイジー               | OF               | シカゴ・ホワイトソックス                   | .273 22本 86点 44盗               |
| 1967 | トム・シーバー                 | P                | ニューヨーク・メッツ           | 16勝13敗 防2.76     | ロッド・カルー                 | 2B               | ミネソタ・ツインズ                         | .292 8本 51点 5盗                 |
| 1968 | ジョニー・ベンチ               | C                | シンシナティ・レッズ           | .275 15本 82点 1盗  | スタン・バーンセン             | P                | ニューヨーク・ヤンキース                   | 17勝12敗 防2.05                   |
| 1969 | テッド・サイズモア             | 2B               | ロサンゼルス・ドジャース       | .271 4本 46点 5盗   | ルー・ピネラ                   | OF               | カンザスシティ・ロイヤルズ                 | .282 11本 68点 2盗                |
| 1970 | カール・モートン               | P                | モントリオール・エクスポズ     | 18勝11敗 防3.60     | サーマン・マンソン             | C                | ニューヨーク・ヤンキース                   | .302 6本 53点 5盗                 |
| 1971 | アール・ウィリアムズ           | C                | アトランタ・ブレーブス         | .260 33本 87点      | クリス・チャンブリス           | 1B               | クリーブランド・インディアンス             | .275 9本 48点 2盗                 |
| 1972 | ジョン・マトラック             | P                | ニューヨーク・メッツ           | 15勝10敗 防2.32     | カールトン・フィスク           | C                | ボストン・レッドソックス                   | .293 22本 61点 5盗                |
| 1973 | ゲイリー・マシューズ           | OF               | サンフランシスコ・ジャイアンツ | .300 12本 58点 17盗 | アル・バンブリー               | OF               | ボルチモア・オリオールズ                   | .337 7本 34点 23盗                |
| 1974 | ベイク・マクブライド           | OF               | セントルイス・カージナルス     | .309 6本 56点 30盗  | マイク・ハーグローヴ           | 1B               | テキサス・レンジャーズ                     | .323 4本 66点                     |
| 1975 | ジョン・モンテフュスコ         | P                | サンフランシスコ・ジャイアンツ | 15勝9敗 防2.88      | フレッド・リン                 | OF               | ボストン・レッドソックス                   | .331 21本 105点 10盗              |
| 1976 | ブッチ・メッツガー             | P                | サンディエゴ・パドレス         | 11勝4敗16S 防2.92   | マーク・フィドリッチ           | P                | デトロイト・タイガース                     | 19勝9敗 防2.34                    |
| 1976 | パット・ザクリー               | P                | シンシナティ・レッズ           | 14勝7敗 防2.74      | マーク・フィドリッチ           | P                | デトロイト・タイガース                     | 19勝9敗 防2.34                    |
| 1977 | アンドレ・ドーソン             | OF               | モントリオール・エクスポズ     | .282 19本 65点 21盗 | エディ・マレー                 | DH               | ボルチモア・オリオールズ                   | .283 27本 88点                    |
| 1978 | ボブ・ホーナー                 | 3B               | アトランタ・ブレーブス         | .266 23本 63点      | ルー・ウィテカー               | 2B               | デトロイト・タイガース                     | .285 3本 58点 7盗                 |
| 1979 | リック・サトクリフ             | P                | ロサンゼルス・ドジャース       | 17勝10敗 防3.46     | ジョン・カスティーノ           | 3B               | ミネソタ・ツインズ                         | .285 5本 52点 5盗                 |
| 1979 | リック・サトクリフ             | P                | ロサンゼルス・ドジャース       | 17勝10敗 防3.46     | アルフレッド・グリフィン       | SS               | トロント・ブルージェイズ                   | .287 2本 31点 21盗                |
| 1980 | スティーブ・ハウ               | P                | ロサンゼルス・ドジャース       | 7勝9敗17S 防2.66    | ジョー・シャボニュー           | OF               | クリーブランド・インディアンス             | .289 23本 87点 2盗                |
| 1981 | フェルナンド・バレンズエラ     | P                | ロサンゼルス・ドジャース       | 13勝7敗 防2.48      | デーブ・リゲッティ             | P                | ニューヨーク・ヤンキース                   | 8勝4敗 防2.05                     |
| 1982 | スティーブ・サックス           | 2B               | ロサンゼルス・ドジャース       | .282 4本 47点 49盗  | カル・リプケン・ジュニア       | SS               | ボルチモア・オリオールズ                   | .264 28本 93点 3盗                |
| 1983 | ダリル・ストロベリー           | OF               | ニューヨーク・メッツ           | .257 26本 74点 19盗 | ロン・キトル                   | OF               | シカゴ・ホワイトソックス                   | .254 35本 100点 8盗               |
| 1984 | ドワイト・グッデン             | P                | ニューヨーク・メッツ           | 17勝9敗 防2.60      | アルビン・デービス             | 1B               | シアトル・マリナーズ                       | .284 27本 116点 5盗               |
| 1985 | ビンス・コールマン             | OF               | セントルイス・カージナルス     | .267 1本 40点 110盗 | オジー・ギーエン               | SS               | シカゴ・ホワイトソックス                   | .273 1本 33点 7盗                 |
| 1986 | トッド・ウォーレル             | P                | セントルイス・カージナルス     | 9勝10敗36S 防2.08   | ホセ・カンセコ                 | OF               | オークランド・アスレチックス               | .240 33本 117点 15盗              |
| 1987 | ベニート・サンティアゴ         | C                | サンディエゴ・パドレス         | .300 18本 79点 21盗 | マーク・マグワイア             | 1B               | オークランド・アスレチックス               | .289 49本 118点 1盗               |
| 1988 | クリス・セイボー               | 3B               | シンシナティ・レッズ           | .271 11本 44点 46盗 | ウォルト・ワイス               | SS               | オークランド・アスレチックス               | .250 3本 39点 4盗                 |
| 1989 | ジェローム・ウォルトン         | OF               | シカゴ・カブス                 | .293 5本 46点 24盗  | グレッグ・オルソン             | P                | ボルチモア・オリオールズ                   | 5勝2敗27S1H 防1.69                |
| 1990 | デビッド・ジャスティス         | OF               | アトランタ・ブレーブス         | .282 28本 78点 11盗 | サンディー・アロマー・ジュニア | C                | クリーブランド・インディアンス             | .290 9本 66点 4盗                 |
| 1991 | ジェフ・バグウェル             | 1B               | ヒューストン・アストロズ       | .294 15本 82点 7盗  | チャック・ノブロック           | 2B               | ミネソタ・ツインズ                         | .281 1本 50点 25盗                |
| 1992 | エリック・キャロス             | 1B               | ロサンゼルス・ドジャース       | .257 20本 88点 2盗  | パット・リスタッチ             | SS               | ミルウォーキー・ブルワーズ                 | .290 1本 47点 54盗                |
| 1993 | マイク・ピアッツァ             | C                | ロサンゼルス・ドジャース       | .318 35本 112点 3盗 | ティム・サーモン               | OF               | カリフォルニア・エンゼルス                 | .283 31本 95点 5盗                |
| 1994 | ラウル・モンデシー             | OF               | ロサンゼルス・ドジャース       | .306 16本 56点 11盗 | ボブ・ハムリン                 | DH               | カンザスシティ・ロイヤルズ                 | .282 24本 65点 4盗                |
| 1995 | 野茂英雄                       | P                | ロサンゼルス・ドジャース       | 13勝6敗 防2.54      | マーティ・コルドバ             | OF               | ミネソタ・ツインズ                         | .277 24本 84点 20盗               |
| 1996 | トッド・ホランズワース         | OF               | ロサンゼルス・ドジャース       | .291 12本 59点 21盗 | デレク・ジーター               | SS               | ニューヨーク・ヤンキース                   | .314 10本 78点 14盗               |
| 1997 | スコット・ローレン             | 3B               | フィラデルフィア・フィリーズ   | .283 21本 92点 16盗 | ノマー・ガルシアパーラ         | SS               | ボストン・レッドソックス                   | .306 30本 98点 22盗               |
| 1998 | ケリー・ウッド                 | P                | シカゴ・カブス                 | 13勝6敗 防3.40      | ベン・グリーブ                 | OF               | オークランド・アスレチックス               | .288 18本 89点 2盗                |
| 1999 | スコット・ウィリアムソン       | P                | シンシナティ・レッズ           | 12勝7敗19S5H 防2.41 | カルロス・ベルトラン           | OF               | カンザスシティ・ロイヤルズ                 | .293 22本 108点 27盗              |
| 2000 | ラファエル・ファーカル         | SS               | アトランタ・ブレーブス         | .295 4本 37点 40盗  | 佐々木主浩                     | P                | シアトル・マリナーズ                       | 2勝5敗37S 防3.16                  |
| 2001 | アルバート・プホルス           | 1B               | セントルイス・カージナルス     | .329 37本 130点 1盗 | イチロー                       | OF               | シアトル・マリナーズ                       | .350 8本 69点 56盗                |
| 2002 | ジェイソン・ジェニングス       | P                | コロラド・ロッキーズ           | 16勝8敗 防4.52      | エリック・ヒンスキー           | 3B               | トロント・ブルージェイズ                   | .279 24本 84点 13盗               |
| 2003 | ドントレル・ウィリス           | P                | フロリダ・マーリンズ           | 14勝6敗 防3.30      | アンヘル・ベローア             | SS               | カンザスシティ・ロイヤルズ                 | .287 17本 73点 21盗               |
| 2004 | ジェイソン・ベイ               | OF               | ピッツバーグ・パイレーツ       | .282 26本 82点 4盗  | ボビー・クロスビー             | SS               | オークランド・アスレチックス               | .239 22本 64点 7盗                |
| 2005 | ライアン・ハワード             | 1B               | フィラデルフィア・フィリーズ   | .288 22本 63点      | ヒューストン・ストリート       | P                | オークランド・アスレチックス               | 5勝1敗23S 防1.72                  |
| 2006 | ハンリー・ラミレス             | SS               | フロリダ・マーリンズ           | .292 17本 59点 51盗 | ジャスティン・バーランダー     | P                | デトロイト・タイガース                     | 17勝9敗 防3.23                    |
| 2007 | ライアン・ブラウン             | 3B               | ミルウォーキー・ブルワーズ     | .324 34本 97点 15盗 | ダスティン・ペドロイア         | 2B               | ボストン・レッドソックス                   | .317 8本 50点 7盗                 |
| 2008 | ジオバニー・ソト               | C                | シカゴ・カブス                 | .272 27本 85点 7盗  | エバン・ロンゴリア             | 3B               | タンパベイ・レイズ                         | .285 23本 86点                    |
| 2009 | クリス・コグラン               | OF               | フロリダ・マーリンズ           | .321 9本 47点 8盗   | アンドリュー・ベイリー         | P                | オークランド・アスレチックス               | 6勝3敗26S2H 防1.84                |
| 2010 | バスター・ポージー             | C                | サンフランシスコ・ジャイアンツ | .305 18本 67点      | ネフタリ・フェリス             | P                | テキサス・レンジャーズ                     | 4勝3敗40S3H 防2.73                |
| 2011 | クレイグ・キンブレル           | P                | アトランタ・ブレーブス         | 4勝3敗46S 防2.10    | ジェレミー・ヘリクソン         | P                | タンパベイ・レイズ                         | 13勝10敗 防2.95                   |
| 2012 | ブライス・ハーパー             | OF               | ワシントン・ナショナルズ       | .270 22本 59点 18盗 | マイク・トラウト               | OF               | ロサンゼルス・エンゼルス・オブ・アナハイム | .326 30本 83点 49盗               |
| 2013 | ホセ・フェルナンデス           | P                | マイアミ・マーリンズ           | 12勝6敗 防2.19      | ウィル・マイヤーズ             | OF               | タンパベイ・レイズ                         | .293 13本 53点 5盗                |
| 2014 | ジェイコブ・デグロム           | P                | ニューヨーク・メッツ           | 9勝6敗 防2.69       | ホセ・アブレイユ               | 1B               | シカゴ・ホワイトソックス                   | .317 36本 107点 3盗               |
| 2015 | クリス・ブライアント           | 3B               | シカゴ・カブス                 | .275 26本 99点 13盗 | カルロス・コレア               | SS               | ヒューストン・アストロズ                   | .279 22本 68点 14盗               |
| 2016 | コーリー・シーガー             | SS               | ロサンゼルス・ドジャース       | .308 26本 72点 3盗  | マイケル・フルマー             | P                | デトロイト・タイガース                     | 11勝7敗 防3.06                    |
| 2017 | コディ・ベリンジャー           | 1B               | ロサンゼルス・ドジャース       | .267 39本 97点 10盗 | アーロン・ジャッジ             | OF               | ニューヨーク・ヤンキース                   | .284 52本 114点 9盗               |
| 2018 | ロナルド・アクーニャ・ジュニア | OF               | アトランタ・ブレーブス         | .293 26本 64点 16盗 | 大谷翔平                       | P, DH            | ロサンゼルス・エンゼルス                   | 4勝2敗 防3.31 .285 22本 61点 10盗 |
| 2019 | ピート・アロンソ               | 1B               | ニューヨーク・メッツ           | .260 53本 120点 1盗 | ヨルダン・アルバレス           | 1B               | ヒューストン・アストロズ                   | .313 27本 78点                    |
| 2020 | デビン・ウィリアムズ           | P                | ミルウォーキー・ブルワーズ     | 4勝1敗9H 防0.33     | カイル・ルイス                 | OF               | シアトル・マリナーズ                       | .262 11本 28点 5盗                |
| 2021 | ジョナサン・インディア         | 2B               | シンシナティ・レッズ           | .269 21本 69点 12盗 | ランディ・アロサレーナ         | OF               | タンパベイ・レイズ                         | .274 20本 69点 20盗               |
| 2022 | マイケル・ハリス2世            | OF               | アトランタ・ブレーブス         | .297 19本 64点 20盗 | フリオ・ロドリゲス             | OF               | シアトル・マリナーズ                       | .284 28本 75点 25盗               |
| 2023 | コービン・キャロル             | OF               | アリゾナ・ダイヤモンドバックス | .285 25本 76点 54盗 | ガナー・ヘンダーソン           | OF               | ボルチモア・オリオールズ                   | .255 28本 82点 10盗               |
| 2024 | ポール・スキーンズ             | P                | ピッツバーグ・パイレーツ       | 11勝3敗 防1.96      | ルイス・ヒール                 | P                | ニューヨーク・ヤンキース                   | 15勝7敗 防3.50                    |